# حارة عسير (المعلا)
حارة عسير هي إحدى حارات حي صالح عبدالواسع الواقع بمديرية المعلا التابعة لمحافظة عدن، بلغ تعداد سكانها 348 نسمة حسب تعداد اليمن لعام 2004.